# Evropska bančna federacija
Evropska bančna federacija (European Banking Federation, z okrajšavo EBF, na francoskem govornem območju pa FBE) je organizacija evropskega bančnega sektorja in predstavlja povezavo preko 4500 evropskih bank v 30 državah. Zasnovana je bila že leta 1960 in se je z leti razširjala.

## Države članice EBF
Julija 2007 so bile v EBF včlanjene naslednje države:
- Anglija
- Avstrija
- Belgija
- Bolgarija
- Ciper
- Češka
- Danska
- Estonija
- Finska
- Francija
- Grčija
- Irska
- Islandija
- Italija
- Lihtenštajn
- Litva
- Luksemburg
- Madžarska
- Malta
- Nemčija
- Nizozemska
- Norveška
- Poljska
- Portugalska
- Slovaška
- Slovenija
- Španija
- Švedska
- Švica

## Kandidatke za članstvo v EBF
V juliju leta 2007 so čakale na članstvo v EBF naslednje države:
- Albanija,
- Andora,
- Armenija,
- Črna gora,
- Hrvaška,
- Monako,
- Romunija,
- Rusija,
- Turčija.